# Дарчий наділ
Да́рчий наді́л — ділянка землі, яку поміщики безкоштовно передавали селянам під час проведення селянської реформи 1861.

## В Україні
В Україні дарчі наділи отримали близько 100 тис. т. зв. ревізьких душ. За розміром дарчий наділ не перевищував 1 десятину і тому не міг забезпечити при тогочасному рівні техніки та врожайності прожиткового мінімуму середній селянській родині. Більшість селян, що отримали дарчі наділи, змушені були за безцінь працювати на поміщиків.